# Военный орден Италии
Военный орден Италии (итал. Ordine militare d'Italia) — высший военный орден Италии.

## История ордена
В 1815 году был учреждён Савойский военный орден (итал. Ordine militare di Savoia).
Со 2 января 1947 года — Военный орден Италии.
Кавалеры Савойского ордена считаются кавалерами Военного ордена Италии.
Глава ордена — Президент Италии, канцлером и казначеем ордена является Министр обороны Италии

## Степени ордена
С 14 августа 1815 года по 2 января 1947 года
- Кавалер Большого креста Савойского военного ордена (итал. cavaliere di Gran Croce)
- Великий офицер Савойского военного ордена (итал. grande ufficiale)
- Командор Савойского военного ордена (итал. commendatore)
- Офицер Савойского военного ордена (итал. ufficiale)
- Кавалер Савойского военного ордена (итал. cavaliere)

Со 2 января 1947 года
- Кавалер Большого креста Военного ордена Италии
- Великий офицер Военного ордена Италии
- Командор Военного ордена Италии
- Офицер Военного ордена Италии
- Кавалер Военного ордена Италии

### Кавалер Большого креста
Высшая степень ордена, предназначена для награждения генералов армии и им равных, проявивших особые заслуги перед нацией при проведении военных операций.
Орден состоит из знака, носящегося на плечевой ленте, и звезды.

### Великий офицер
Степень предназначена для награждения генералов и адмиралов, за особые воинские заслуги.
Орден состоит из знака, носящегося на шейной ленте, и звезды, аналогичной звезде 1 класса, но меньшего размера.

### Командор
Степень предназначена для награждения генералов и адмиралов.
Состоит только из знака, носящегося на шейной ленте.

### Офицер
Предназначена для награждения офицеров.
Состоит из знака с трофеем, носящегося на груди.

### Кавалер
Предназначена для военнослужащих любого ранга.
Состоит из знака без трофея, носящегося на груди.

## Порядок награждения и привилегии награждённых
Награждение орденом производится Декретом Президента Италии, на основании представления Министра обороны и согласия Совета ордена.
Производится посмертное награждение орденом. Также, орденом награждают знамёна воинских частей. В обоих случаях присваивается степень кавалера ордена.
Орденом могут быть награждены военнослужащие иностранных армий.
Награждённые орденом получают пенсии, размер которых определяется законом. Иностранные граждане пенсии не получают.